# مصطلحات الملابس

## مصطلحات الملابس
تشتمل مصطلحات الملابس على أسماء الملابس الفردية وفئات الملابس، بالإضافة إلى المفردات المتخصصة للمهن التي صممت الملابس وصنعتها وسوقتها وبيعتها على مدى مئات السنين.
تتراوح مصطلحات الملابس من الغامضة (الساعة، اسم ذو لون أزرق شاحب من القرن السادس عشر)، وتتغير بمرور الوقت استجابة للموضة التي تعكس بدورها الاتجاهات الاجتماعية والفنية والسياسية.

## فئات
على نطاق أوسع، يمكن القول أن مصطلحات الملابس تشمل أسماء:
- فئات الملابس الأساسية: قميص، معطف، تنورة، فستان، بدلة، ملابس داخلية، ملابس السباحة.
- الطول للتنانير والفساتين: ميكرو ميني، تنورة قصيرة، فستان الشاي، طول راقصة الباليه، الطول الكامل، متوسط الطول، ماكسي.
- أنماط الملابس المعاصرة والتاريخية: الكورسيه، المعطف الفضفاض، القميص، القميص المزدوج.
- أجزاء الملابس: الأكمام، الياقة، طية صدر السترة.
- أنماط هذه: كم جولييت، وياقة بيتر بان.
- تفاصيل الملابس: جيب، أساور فرنسية، سحاب.
- الاستخدامات الوظيفية: الطبقة الأساسية، الطبقة العازلة، الغلاف الخارجي.
- الملابس التقليدية: شيونغسام، نقبة، درندل، فوستانيلا.
- الموضات و"مناهضات الموضات": الملابس الجاهزة، والمظهر الجديد، والهيب هوب، واللباس العقلاني.
- الأقمشة: الدنيم، الصوف، الشيفون، المخمل، الساتان، الحرير، القطن.
- معالجات القماش: طلاء القماش، النقل، الإيكات، الصبغ، الباتيك.
- التلاعب بالقماش: الطية، الثنية، التجميع، التدبيس.
- الألوان والأصباغ: أحمر الفوة، النيلي، إيزابيلا.
- مصطلحات الخياطة: القطع، الحاشية، الذراع، البطانة.
- مصطلحات صناعة الأنماط: المنحدر، تويلي.
- طرق التصنيع: تصميم الأزياء الراقية، الخياطة حسب الطلب، الملابس الجاهزة.
- شروط تجار التجزئة:
  - نطاقات المقاسات: صغير، متوسط، كبير، XL (كبير جدًا)، XXL (مزدوج كبير جدًا)، Junior Misses Petite ،Plus Size ، كبير وطويل
  - مواسم البيع بالتجزئة: العودة إلى المدرسة، العطلات، المنتجع، الموسمي.
  - الأقسام: المناسبات الخاصة، الملابس الرياضية، أزياء الجسر.
  - درجات الشكليات: الملابس الرسمية، الزفاف ،الأعمال غير الرسمية.
  - السوق: الراقية، الشارع الرئيسي، المستهلك الأخلاقي، خفض الأسعار.

## اسْتِدامَة

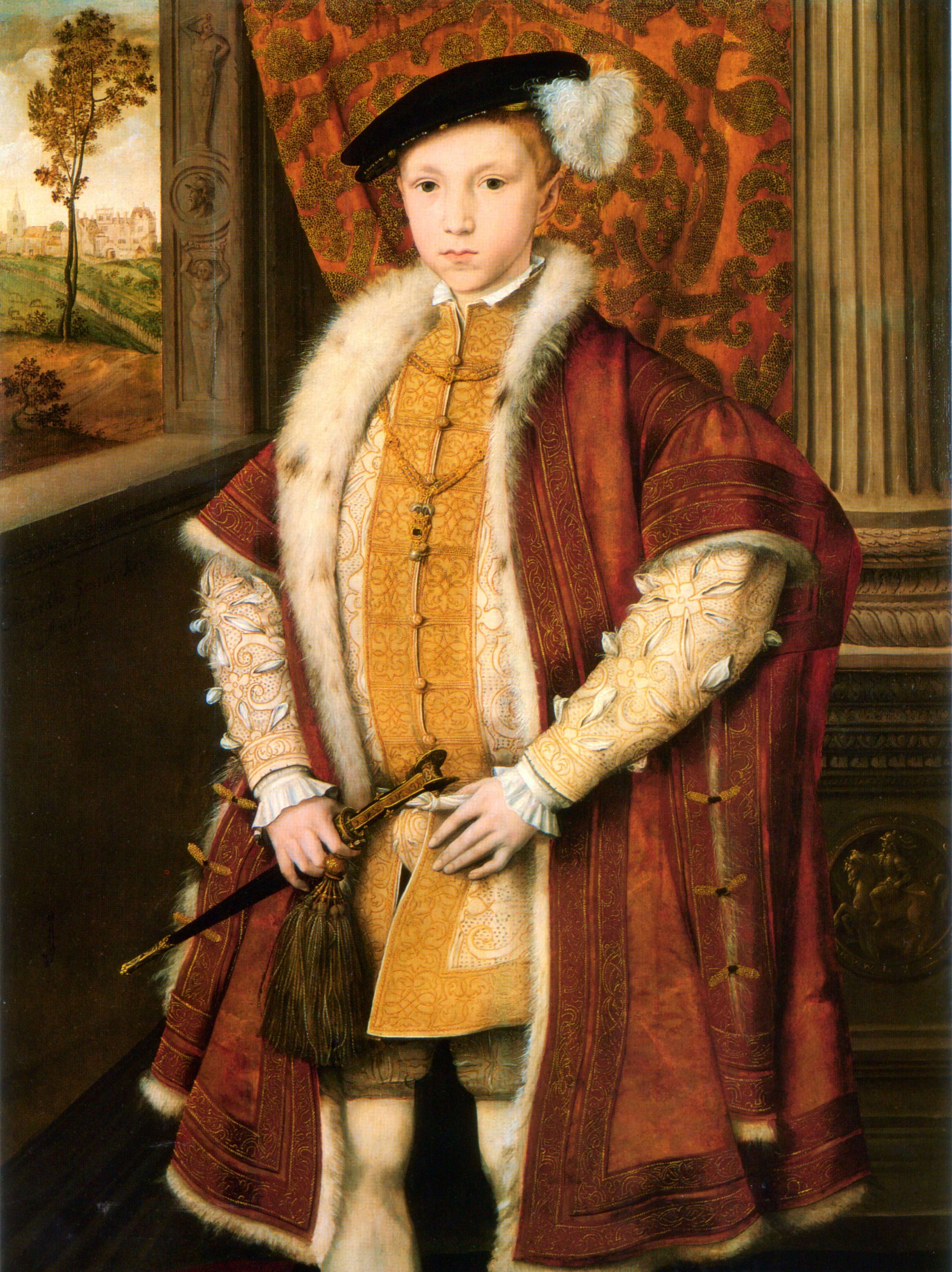
إدوارد السادس يرتدي ثوبًا أحمر مبطنًا بالفرو وأكمامًا متدلية مقسمة، وهي موضة رجالية في منتصف القرن السادس عشر

على الرغم من الإدخال المستمر للمصطلحات الجديدة من قبل مصممي الأزياء ومصنعي الملابس والمسوقين، إلا أن أسماء العديد من فئات الملابس الأساسية باللغة الإنجليزية ظلت مستقرة جدًا بمرور الوقت. يعود تاريخ كل من الفستان والقميص والتنورة والمعطف إلى أوائل العصور الوسطى.
ثوب (من اللاتينية في العصور الوسطى gunna) كان مصطلحًا أساسيًا للملابس لمئات السنين، في إشارة إلى الثوب الذي يتدلى من الكتفين. في العصور الوسطى وعصر النهضة في إنجلترا، يشير الثوب إلى الثوب الخارجي الفضفاض الذي يرتديه كل من الرجال والنساء، وأحيانًا يكون قصيرًا، وغالبًا ما يصل إلى الكاحل، مع أكمام . بحلول القرن الثامن عشر، أصبح الفستان مصطلحًا قياسيًا للفستان النسائي، وهو المعنى الذي احتفظ به حتى منتصف القرن العشرين. فقط في العقود القليلة الماضية فقد الثوب هذا المعنى العام لصالح اللباس. اليوم، أصبح مصطلح ثوب نادرًا إلا في الحالات المتخصصة: اللباس الأكاديمي أو القبعة والرداء، ثوب السهرة، ثوب النوم، ثوب المستشفى ، وما إلى ذلك.